# SV Zeeburg
SV Zeeburg is een Nederlandse handbalvereniging in het Noord-Hollandse Diemen.

## Geschiedenis
Zeeburg is opgericht in 1921 als Gymnastiekvereniging Zeeburg (afgekort: GV Zeeburg). Pas in 1936 speelde Zeeburg voor het eerst handbal op het veld. Handbal in deze tijd werd toen moet 11 spelers gespeeld. Het eerste succes in de club werd in 1944 behaalde. De Diemenaren werden Landskampioen veldhandbal. In 1964 speelde Zeeburg zijn werdstijden in de Oude Rai gespeeld. In 1984 verhuisde Zeeburg van Amsterdam naar Diemen daar hadden ze een sporthal en sportvelden om op te trainen en wedstrijden. In 1959 en 1960 werd Zeeburg Landskampioen in de zaal. In 1976 degradeerde Zeeburg uit de hoofdklasse (nu de eredivisie).
In 1927 werd Zeeburg door de KNGV (de turnbond) verwijderd in competitioneel verband. Dit was het gevolg van een conflict tussen het KNGV en de ATB Zeeburg steunde in deze onderlinge confrontatie de ATB met alle gevolgen van dien. Pas in 1935 werd de vereniging weer toegelaten. Doordat Zeeburg niet meer in competities van de KNGV mocht deelnamen werd de leden aantal in de club teruggebracht tot 180 leden.
In 1975 stopte Zeebug met gymnastiek en door te gaan met handbal. Hierdoor is de G.V. voor de clubnaam Zeeburg vervangen voor de S.V.

## Erelijst
Dames
| Competitie              | Aantal | Jaren                                    |
| ----------------------- | ------ | ---------------------------------------- |
| Nationaal               |        |                                          |
| Landskampioenschap      | 2x     | 1959, 1960                               |
| Landskampioenschap veld | 7x     | 1944, 1947, 1949, 1957, 1961, 1964, 1967 |
| Regionaal               |        |                                          |
| 1e Klasse               | 1x     | 2015/16                                  |